# المحكمة الجزائية (السعودية)
المحكمة الجزائية هي جهة قضائية تندرج تحت محاكم الدرجة الأولى. تختص بكافة أنواع القضايا الجنائية؛ وتشمل اختصاصات المحكمة الجزائية قضايا القصاص والحدود وقضايا التعزير وقضايا الأحداث (القُصر).

## مقر المحكمة الجزائية
تتعدد مواقع المحاكم الجزائية في المملكة العربية السعودية، فهي منتشرة في مختلف محافظات ومناطق المملكة.

### مواقع المحاكم الجزائية
يمكن الرجوع إلى مواقع الجهات في وزارة العدل لتحديد مواقع المحاكم.
- - المحكمة الجزائية ودوائر الاحوال الشخصية الخرج
- - المحكمة الجزائية جدة
- - المحكمة الجزائية وكتابة العدل الخبر
- - المحكمة الجزائية نجران
- - المحكمة الجزائية عرعر
- - المحكمة الجزائية سكاكا
- - المحكمة الجزائية خميس مشيط
- - المحكمة الجزائية حائل
- - المحكمة الجزائية جازن
- - المحكمة الجزائية تبوك
- - المحكمة الجزائية بريدة
- - المحكمة الجزائية المدينة المنورة
- - المحكمة الجزائية القريات
- - المحكمة الجزائية الرياض
- - المحكمة الجزائية الدمام
- - المحكمة الجزائية الباحة
- - المحكمة الجزائية الأحساء
- - المحكمة الجزائية أبها

## هيكل وتشكيل المحكمة الجزائية
تؤلف المحكمة الجزائية من عدة دوائر متخصصة هي:
1. الدائرة الأولى هي دائرة القصاص والحدود الإتلافية: تختص في النظر بقضايا القتل أو القضايا التي فيها إتلاف عضوٍ من أعضاء البدن حداً أو قصاصاً، والنظر في القضايا التي فيها مطالبة بإقامة حد عقوبته إتلاف للنفس أو ما دون النفس مثل حد الردة أو السحر أو الحرابة والزنا للمحصن والسرقة.
2. الدائرة الثانية هي دائرة التعزير الإتلافي: تختص في النظر بالدعاوى التي فيها مطالبة بالقتل تعزيراً، و مطالبة بتطبيق أحكام نظام المخدرات بما يتعلق بترويج المخدرات وتهريبها.
3. أما الدائرة الثالثة هي دائرة التعزير المنظم المشتركة: تختص بنظر كل الجرائم التي نص عليها نظام معين باستثناء قضايا المخدرات والقضايا التي تختص بها دائرة التعزير المنظم الفردية.
4. الدائرة الرابعة هي دائرة القصاص والحدود غير الإتلافية: تختص بالدعاوى التي فيها مطالبة بإقامة قصاص أو إقامة حد لا يترتب عليه إتلاف كحد الزنا لغير المحصن وحد المسكر وحد القذف.
5. الدائرة الخامسة هي دائرة التعزير المرسل: تختص بكل الجرائم التي لا يوجد لها دائرة تختص بها؛ يعني أي جريمة ما عدا الحدود والقصاص وطلبات الإتلاف البدني وما كان له نظام ما عدا الدعاوى التي تتعلق بتهريب المخدرات وترويجها.
6. الدائرة السادسة هي دائرة التعزير المنظم الفردية: تختص بقضايا تزوير رخص القيادة ورخص الإقامة ورخص السير. وتزوير جوازات السفر أو سجلاتها أو استعمالها. وتختص في الدعاوى التي فيها مطالبات بتنفيذ العقوبات الواردة في نظام الأسلحة والذخائر من حيازة واستعمال وتهريب ونقل دون ترخيص. وفي الدعاوى التي فيها مطالبات بتنفيذ العقوبات الواردة في نظام مكافحة غسيل الأموال.
7. الدائرة السابعة هي دائرة الأحداث: تختص في القضايا التي فيها مطالبات بتنفيذ العقوبات على حدث ما لم تكن المطالبة بعقوبة إتلافية.

و تشكل كل دائرة من دوائر المحكمة الجزائية من ثلاثة قضاة، ما عدا القضايا التي يحددها المجلس الأعلى للقضاء فينظرها قاضٍ فرد.

## اختصاصات المحكمة الجزائية
يتولى نظام الإجراءات الجزائية بيان اختصاص المحاكم الجزائية والإجراءات المتبعة أمامها. حيث تختص المحكمة الجزائية بالفصل في جميع القضايا الجزائية (الجنائية)، وجميع المسائل التي يتوقف عليها الحكم في الدعوى الجزائية المرفوعة أمامها، إلا إذا نص النظام على خلاف ذلك. إذا كان الحكم في الدعوى الجزائية يتوقف على نتيجة الفصل في دعوى جزائية أخرى، وجب وقف الدعوى حتى يتم الفصل في الدعوى الأخرى.

## طرق رفع الدعاوى الجزائية للمحكمة الجزائية الكترونياً
يمكن رفع دعوى عبر إدخال بيانات المدعين والمدعى عليهم. بالإضافة إلى وكلائهم أو محاميهم، مع تدوين نوع الدعوى وموضوعها ومتطلبات القضية واختيار المحكمة التي سيتم نظر الدعوى لديها.
بعد ذلك يتم إنشاء رقم طلب آلي، ويكون مرتبط بالمحكمة للتمكن من متابعة الدعوى من خلال رقم الطلب. وتتمثل خطوات التقديم فيما يلي:
1. الدخول على الخدمات العدلية الالكترونية ناجز.
2. اختيار صحيفة الدعوى الإلكترونية اingلمطلوبة.
3. تعبئة بيانات الدعوى والأطراف المعنيين.
4. رفع الدعوى بالشكل الإلكتروني. بعد ذلك يتم الاشعار في استلام الدعوى الإلكترونية مع إضافة الرقم المرجعي لها.